# Анализ траекторий наночастиц
Анализ траекторий наночастиц — метод визуализации и изучения наночастиц в растворах, разработанный компанией Nanosight (Великобритания). В его основе лежит наблюдение за Броуновским движением отдельных наночастиц, скорость которого зависит от вязкости и температуры жидкости, а также размера и формы наночастицы. Это позволяет использовать данный принцип для измерения размера наночастиц в коллоидных растворах. В дополнение к размеру, одновременно возможно измерение интенсивности рассеяния света индивидуальной наночастицей, что позволяет дискриминировать наночастицы по их материалу. Третьим измеряемым параметром является концентрация каждой из фракций наночастиц.
Метод активно набирает популярность в научной среде. Так, на начало осени 2012 года количество научных публикаций с использованием метода Анализа траекторий наночастиц достигло 400, из них более 100 — только за 2012 год.

## Физические основы метода

Схема измерений в методе анализа траекторий наночастиц

Типичная картина рассеяния излучения на индивидуальных наночастицах, получаемая в методе анализа траекторий наночастиц (один кадр видеозаписи)

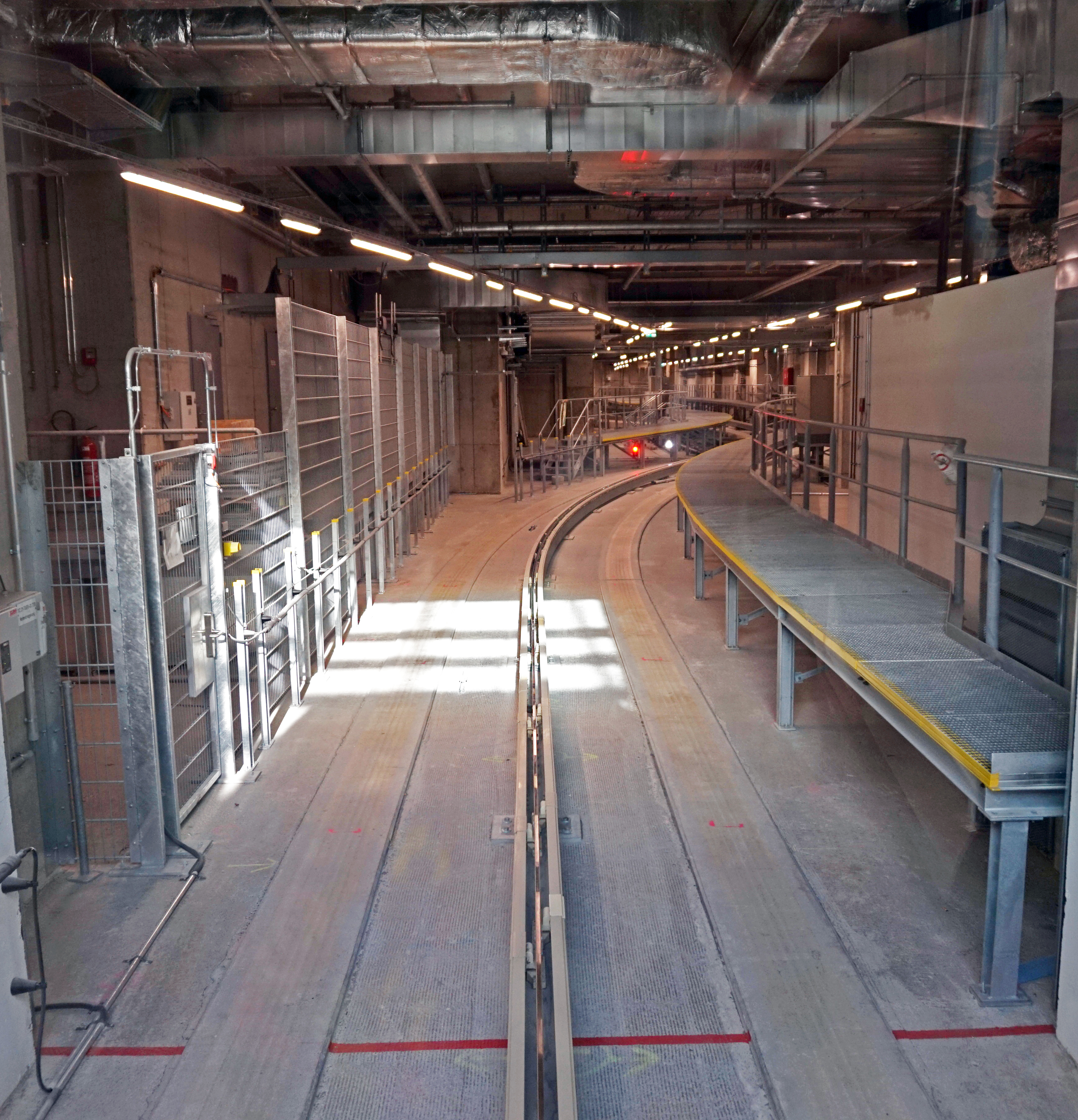
Типичная 2D-траектория Броуновского движения отдельной наночастицы (скриншот программы NTA Software 2.2).

Для визуализации наночастиц используется освещение их раствора сфокусированным лазерным лучом. Отдельные наночастицы размером менее длины волны при этом ведут себя как точечные рассеиватели. При наблюдении освещённого объёма раствора через ультрамикроскоп сверху, под прямым углом к лазерному пучку, отдельные наночастицы выглядят как светлые точки на тёмном фоне. Высокочувствительная научная камера записывает видео Броуновского движения таких точек. Данная видеозапись в реальном времени передаётся на персональный компьютер для обработки: выделения отдельных наночастиц на каждом кадре и отслеживания перемещений частиц между кадрами.
Скорость Броуновского движения, выраженная в виде среднеквадратичного смещения частицы за определённое время, связана с размером частицы уравнением Стокса-Эйнштейна. Строго говоря, в методе Анализа траекторий наночастиц регистрируется двумерная (2D) диффузия частиц, однако независимость всех трёх её ортогональных компонент позволяет переписать уравнение в следующем виде, изменив только численный коэффициент:
{\displaystyle {<(x,y)^{2}> \over 4}=D_{t}t={\frac {k_{B}Tt}{3\pi \eta d}},}
где {\displaystyle <(x,y)^{2}>} — усреднённый квадрат смещения частицы за временные промежутки {\displaystyle t} (длительность одного кадра видео),
{\displaystyle D_{t}} — коэффициент поступательной (трансляционной) диффузии,
{\displaystyle k_{B}} — постоянная Больцмана,
{\displaystyle T} — абсолютная температура,
{\displaystyle \eta } — вязкость жидкости,
{\displaystyle d} — гидродинамический диаметр частицы.
По мере накопления статистики по отдельным частицам, происходит её суммирование в виде гистограммы распределения частиц по размерам. Количество шагов на траекториях наночастиц может быть различным. При этом для слишком коротких траекторий (2-5 шагов) погрешность измерения размера высока вследствие низкой статистической достоверности. Поэтому в гистограмму распределения частиц по размерам включаются только частицы с количеством шагов, удовлетворяющим требованиям необходимой точности анализа.
Помимо рассчитанного таким образом диаметра частицы, измеряется усреднённая по всем кадрам интенсивность рассеяния этой же самой частицы. Эти данные потенциально могут быть использованы для дискриминации наночастиц в образце по их материалу, а также для обнаружения присутствия сильно анизотропных наночастиц (стержней, трубок, пластин).
Исходя из известного объёма области наблюдения и количества частиц, посчитанных в ней, рассчитывается абсолютная концентрация каждой из фракций в шт/мл.

## Диапазон размеров частиц
Метод Анализа траекторий наночастиц может применяться для коллоидных растворов частиц размером от 10 до 1000 нм. Диапазон сильно зависит от характера конкретного образца. Нижняя граница определяется оптическими свойствами материала наночастиц. Наночастицы должны рассеивать достаточно света для того, чтобы быть различимыми на фоне шума. Так, для золотых и серебряных наночастиц нижняя граница составляет 10 нм, для оксидных материалов — 15-20 нм, для белков и полимеров — около 20-25 нм. Верхняя граница диапазона измерения может задаваться рядом лимитирующих факторов:
- Седиментационная устойчивость коллоидной системы. При высокой разнице в плотности материала частиц и раствора частицы размером, меньшим 1000 нм, уже будут быстро осаждаться, препятствуя измерениям.
- Проявление значительной анизотропии формы пятна рассеянного излучения вследствие появления преимущественных направлений рассеяния.
- При отсутствии упомянутых ограничений верхний предел диапазона задаётся точностью измерения положения частицы на отдельных кадрах в сравнении с её смещением между кадрами. Для типичного случая водных растворов эта граница примерно равна 1000 нм, однако может варьироваться как в большую, так и в меньшую сторону в зависимости от вязкости используемого растворителя.

## Дискриминация частиц по их материалу

Зависимость измеренной интенсивности рассеяния от размера для индивидуальных наночастиц в методе NTA. Образец — золь наночастиц MnO_{2}.

Картина зависимости интенсивности рассеяния от размера при наличии двух типов частиц в растворе.

Измеренная для каждой частицы усреднённая интенсивность рассеяния может быть использована для дискриминации фракций наночастиц по материалу.
Для частиц размером, много меньшим длины волны, справедлив закон рассеяния Рэлея. Интенсивность {\displaystyle I} излучения, рассеянного частицей диаметром {\displaystyle d}, зависит от следующих факторов:
{\displaystyle I=I_{0}{\frac {1+\cos ^{2}\theta }{2R^{2}}}\left({\frac {2\pi }{\lambda }}\right)^{4}\left({\frac {\left|m_{r}\right|^{2}-1}{\left|m_{r}\right|^{2}+2}}\right)^{2}\left({\frac {d}{2}}\right)^{6}}
где {\displaystyle I_{0}} — интенсивность падающего неполяризованного пучка с длиной волны {\displaystyle \lambda },
{\displaystyle R} — расстояние до частицы,
{\displaystyle \theta } — угол рассеяния,
{\displaystyle m_{r}} — комплексный показатель преломления материала частиц относительно растворителя, {\displaystyle m_{r}=n_{r}-ik_{r}}, где {\displaystyle n_{r}} — коэффициент преломления материала частиц относительно растворителя, {\displaystyle k_{r}} — относительный коэффициент поглощения, {\displaystyle i} — мнимая единица
{\displaystyle I_{0}}, {\displaystyle R}, {\displaystyle \theta } и {\displaystyle \lambda } постоянны в ходе эксперимента для всех частиц, поэтому выражение упрощается до
{\displaystyle I\sim {d}^{6}R_{i}}
где {\displaystyle R_{i}} — рассеивающая способность материала частицы, {\displaystyle R_{i}=\left({\frac {\left|m_{r}\right|^{2}-1}{\left|m_{r}\right|^{2}+2}}\right)^{2}}
Таким образом, на графике {\displaystyle I(d)} частицы, состоящие из одного и того же материала, с некоторой экспериментальной погрешностью должны ложиться на кривую {\displaystyle d^{6}}. При наличии частиц, состоящих из разных материалов, на этом графике будут наблюдаться несколько группировок точек, относящихся к разным кривым.
Необходимо отметить, что на практике строгое разделение двух ветвей, относящихся к различным материалам частиц, наблюдается по ряду причин довольно редко:
- Значительные вариации измеренной интенсивности частиц вследствие различного расположения относительно фокальной плоскости объектива и оси лазерного пучка. Этот эффект является основным источником экспериментальных погрешностей (разброса точек) на графиках {\displaystyle I(d)}.
- Насыщение пикселей камеры (пересвет) для центральной области пятна наиболее ярких частиц. Это приводит к появлению плато на степенной зависимости.
- Непрерывное, а не дискретное изменение эффективных оптических свойств материала частиц или значительные вариации в их форме. В этом случае наблюдается не степенная зависимость, а непрерывно заполненный точками сектор между двумя степенными функциями.

## Анализ флуоресцирующих частиц

Схема измерений флуоресцирующих частиц в методе анализа траекторий наночастиц

При изучении растворов флуоресцирующих наночастиц, например, квантовых точек, латексных наночастиц с включённым в состав полимера флуоресцентным красителем или специфически флуоресцентно-меченных биологических наночастиц (экзосом, липосом, вирусных частиц и т. д.) используется особая конфигурация оборудования. Между образцом и видеокамерой добавляется длинноволновый светофильтр, отсекающий излучение, упруго рассеянное частицами (с длиной волны лазера). Таким образом, на видео регистрируются только флуоресцирующие частицы. Это позволяет селективно изучать только интересующую исследователя фракцию наночастиц на фоне значительно превосходящего числа обычных.
Во флуоресцентном режиме аналогично основной конфигурации производится измерение распределения частиц по размерам и их концентрации.
Два последовательных измерения — одно без, другое со светофильтром — позволяют оценить долю флуоресцирующих частиц в общем их количестве.
Отдельно стоит отметить, что метод не позволяет исследовать отдельные молекулы органических флуоресцентных красителей. Для этого используется Флуоресцентная корреляционная спектроскопия.

## Измерениеζ{\displaystyle \zeta }-потенциала частиц

Схема измерений -потенциала в методе анализа траекторий наночастиц.

Траектория движения наночастицы в электрическом поле

Модификация метода анализа траекторий наночастиц, носящая название Z-NTA, позволяет производить измерение {\displaystyle \zeta }-потенциала отдельных частиц. При приложении постоянной разности потенциалов к раствору находящиеся в нём наночастицы начинают двигаться от одного электрода к другому со скоростью, зависящей от их {\displaystyle \zeta }-потенциала. Усреднённая скорость движения {\displaystyle <u>} в этом направлении используется для расчёта {\displaystyle \zeta }-потенциала каждой частицы по уравнению Гельмгольца-Смолуховского:
{\displaystyle \zeta \ ={\frac {4\pi \eta <u>}{\epsilon _{0}\epsilon E}},}
где {\displaystyle \eta } — вязкость жидкости,
{\displaystyle \epsilon _{0}} — электрическая постоянная,
{\displaystyle \epsilon } — относительная диэлектрическая проницаемость жидкости,
{\displaystyle E} — напряжённость электрического поля.
Как уже было сказано, ортогональные компоненты Броуновского движения частиц независимы. Поэтому хаотическое движение частицы в направлении, перпендикулярном направленному электрофоретическому, может быть использовано для одновременного измерения её размера.
Это позволяет не только получить гистограмму распределения наночастиц по {\displaystyle \zeta }-потенциалам, но и изучить, как он зависит от размера частиц.